# 12363 Marinmarais
12363 Marinmarais este un asteroid din centura principală de asteroizi.

## Descriere
12363 Marinmarais este un asteroid din centura principală de asteroizi. A fost descoperit pe 9 octombrie 1993 la Observatorul La Silla de Eric Walter Elst. Asteroidul prezintă o orbită caracterizată de o semiaxă mare de 3,16 ua, o excentricitate de 0,13 și o înclinație de 2,6° în raport cu ecliptica.